# Курган Славы (тип памятника)

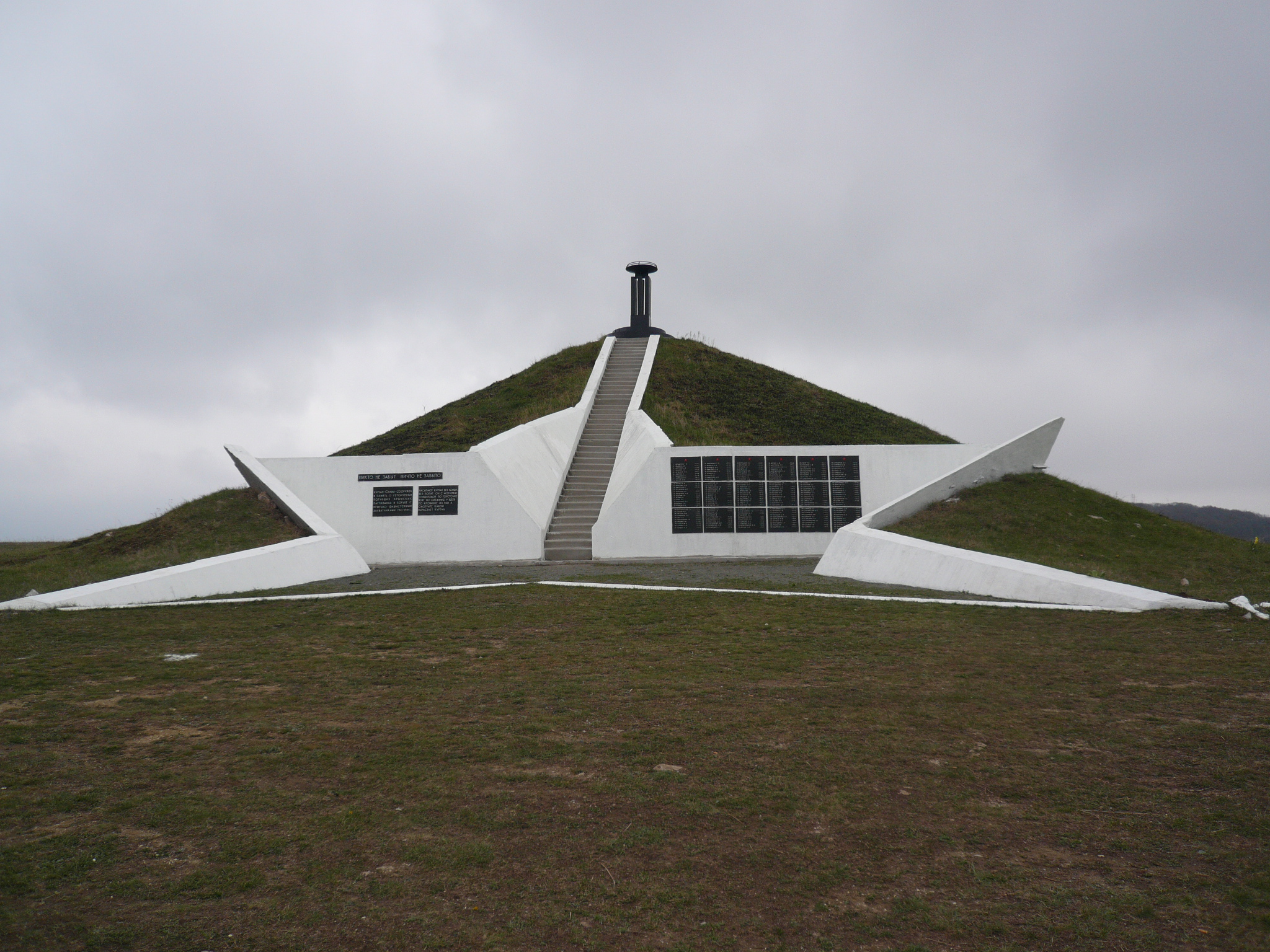
Мемориал в честь партизан-героев Великой Отечественной войны
(Крым)

Курган Славы, иногда курган Вечной Славы или курган Бессмертия — традиционный тип мемориального сооружения в виде насыпного кургана со скульптурным или архитектурным оформлением, увековечивающим воинскую доблесть советских солдат, партизан и подпольщиков, погибших в годы Великой Отечественной войны. Особую группу среди них составляют курганы Славы, возведённые на местах уничтоженных населённых пунктов, в память их погибших жителей.

## История
Возведение курганов Славы связывают с возрождением древней народной традиции создания курганов над могилами павших воинов. Древние курганы известны ещё со времён позднего неолита и энеолита (4—3-е тысячелетие до н. э.); их строили в Черноморских и Каспийских степях, в Предкавказье и Закавказье. Во второй половине третьего тысячелетия до нашей эры они стали обыденным явлением в Центральной Европе, Малой Азии и на Балканах. В более позднее время они распространились по всем континентам, за исключением Австралии. В Центральной Азии, Восточной и Северной Европе, а также — в ряде других географических районов традиция их сооружения просуществовала вплоть до позднего средневековья. На Руси обычай захоронения умерших в курганах исчез с распространением христианской религии, однако есть сведения, что население сельской глубинки придерживалось языческих обрядов захоронения умерших вплоть до XIV века.

## Современность
Во второй половине XX века традиция возведения курганных сооружений была возрождена в СССР. В настоящее время для Белоруссии курганы Славы составляют один из традиционных видов памятников. За послевоенные годы на её территории было создано около 130 курганов Славы, самый крупный из которых расположен на 21-м километре шоссе Минск—Москва. Помимо него, в память воинов-освобидителей курганы Славы были построены также в Гомеле, Гродно, Лиде, Орше, Полоцке, Рогачёве, Червене и других городах. Как правило, они имеют конусообразную или полусферическую форму с круглым, овальным или прямоугольным основанием, у подножия многих горит Вечный огонь. В ряде мест земляные насыпи курганов представляют собой составляющий элемент мемориальных комплексов или музеев, таких как например памятник-музей «Освободителям Киева».

## Примеры
- Курган Славы (Алексинский район)
- Курган Славы (Карелия)
- Курган Славы (Крым)
- Курган Славы (Малоярославец)
- Курган Славы (Минск)
- Курган Славы (Мозырь)
- Курган Славы (Новочеркасск)
- Курган Славы (Одесса)
- Курган Славы (Орша)